# Campionato africano giovanile Under-20 2015
Il campionato africano giovanile Under-20 2015 è la 19ª edizione del torneo di calcio riservato ai giocatori con meno di 20 anni di età. Si svolge in Senegal dall'8 al 22 marzo 2015. Le semifinaliste si qualificano per il campionato mondiale di calcio Under-20 2015. L'Egitto è la squadra detentrice del titolo.

## Qualificazioni
Le qualificazioni prevedono tre turni ad andata e ritorno. Alcune nazioni sono state esentate dal primo turno. Le vincitrici del terzo turno si sono qualificate per la fase finale.

## Squadre qualificate
- Senegal (paese organizzatore)
- Ghana
- Costa d'Avorio
- Mali
- Nigeria
- Rep. del Congo
- Sudafrica
- Zambia